# Michael Rubbestad
Michael Per Axel Rubbestad (Kista, 16 de outubro de 1980) é um político sueco que foi eleito membro do Riksdag em 2018 pelo partido dos Democratas Suecos.
Rubbestad é vereador no município de Håbo e no Riksdag serve no Comité de Cultura. Além da política, Rubbestad trabalhou como actor DJ e músico de trance, e lançou álbuns sob o nome artístico  Aladdin.